# Яновщинська сільська рада
Яновщинська сільська рада (біл. Янаўшчынскі сельсавет) — колишня адміністративно-територіальна одиниця в складі Крупського району, Мінської області Білорусі. Адміністративним центром було село Яновщина.
Яновщинська сільська рада знаходилася на межі центральної Білорусі, в східній частині Мінської області орієнтовне розташування — супутникові знімки [Архівовано 1 лютого 2018 у Wayback Machine.], південніше від Крупок.
Рішенням Мінської обласної ради депутатів від 30 жовтня 2009 року щодо змін адміністративно-територіального устрою Мінської області, сільську раду було ліквідовано.
До складу сільради входили 13 населених пунктів:
- Борсуки • Великі Хольневичі • Білі Борки • Глинівка • Дударі • Клишино, Лисичине • Малий Кам'янець • Мелешковичі • Підбереззя • Посемковичі • Хольневичі • Яновщина.